# Carlos Salem
Œuvres principales
- Série Tigre blanc
- Je reste roi d'Espagne
- Un jambon calibre 45

Carlos Salem,  né en 1959 à Buenos Aires, est un écrivain, poète et journaliste argentin, surtout connu pour ses romans policiers de la série du Tigre blanc, et des ouvrages de littérature d'enfance et de jeunesse ayant pour héros le jeune Nahuel.

## Biographie
Carlos Salem fuit la dictature en Argentine et vit en Espagne depuis 1988. Il s'installe à Madrid à partir de 2000 et collabore avec divers magazines, dont Marie Claire, Cosmopolitan et Ser Padres.
À partir de 2006, il devient un des directeurs du bar culturel Bukowski Club et organise des séances hebdomadaires de lecture d'œuvres poétiques et de courts récits de fiction. 
En 2007, il publie son premier roman, Camino de ida, traduit en français sous le titre Aller simple.
Son premier roman de littérature d'enfance et de jeunesse, Le Fils du tigre blanc (El hijo del Tigre Blanco, 2013), obtient un immense succès[réf. nécessaire].

## Œuvre

### SérieTigre blanc
1. Le Fils du Tigre Blanc, Actes Sud, coll. « Sud Junior », 2013 ((es) El hijo del Tigre Blanco, 2013), trad. Judith Vernant  (ISBN 978-2-330-01920-4)
2. La Malédiction du Tigre Blanc, Actes Sud, coll. « Sud Junior », 2014 ((es) La maldición del tigre blanco, 2013), trad. Judith Vernant  (ISBN 978-2-330-03452-8)
3. (es) El dilema del tigre blanco, 2014
4. (es) El tesoro del tigre blanco, 2014

### SérieEnquête de la Brigade des apôtres de Severo Justo
1. Ceux qui méritent de mourir, Actes Sud, coll. « Actes noirs », 2024 ((es) Los que merecen morir, 2021), trad. Judith Vernant, 384 p.  (ISBN 978-2-330-19110-8)

### Romans indépendants
- Aller simple, Actes Sud, coll. « Babel noir » no 38, 2010 ((es) Camino de ida, 2007), trad. Danielle Schramm  (ISBN 978-2-7427-9313-6)
- Nager sans se mouiller, Actes Sud, coll. « Actes noirs », 2010 ((es) Matar y guardar la ropa, 2008), trad. Danielle Schramm  (ISBN 978-2-7427-9246-7)Réédition, Actes Sud, coll. « Babel noir » no 48, 2011 (ISBN 978-2-7427-9960-2)
- Je reste roi d'Espagne, Actes Sud, coll. « Actes noirs », 2011 ((es) Pero sigo siendo el rey, 2009), trad. Danielle Schramm  (ISBN 978-2-7427-9750-9)Réédition, Actes Sud, coll. « Babel noir » no 78, 2013 (ISBN 978-2-330-01510-7)
- (es) Cracovia sin ti, 2010
- Un jambon calibre 45, Actes Sud, coll. « Actes noirs », 2013 ((es) Un jamón calibre 45, 2011), trad. Claude Bleton  (ISBN 978-2-330-01264-9)Réédition, Actes Sud, coll. « Babel noir » no 126, 2015 (ISBN 978-2-330-03942-4)
- Le Plus Jeune Fils de Dieu, Actes Sud, coll. « Actes noirs », 2015 ((es) El huevo izquierdo del talento, 2013), trad. Amandine Py  (ISBN 978-2-330-03895-3)Réédition, Actes Sud, coll. « Babel noir » no 178, 2017 (ISBN 978-2-330-07739-6)
- Attends-moi au ciel, Actes Sud, coll. « Actes noirs », 2017 ((es) Muerto el perro, 2014), trad. Judith Vernant  (ISBN 978-2-330-07596-5)Réédition, Actes Sud, coll. « Babel noir » no 214, 2019 (ISBN 978-2-330-11704-7)
- (es) Rayos X, 2014
- (es) En el cielo no hay cerveza, 2015
- (es) Cuando mi sombra te alcance, 2016
- (es) Un violín con las venas cortadas, 2018
- La Dernière Affaire de Johnny Bourbon, Actes Sud, coll. « Actes noirs », 2020 ((es) Sigo siendo el rey (emérito) de España, 2018), trad. Judith Vernant  (ISBN 978-2-330-14185-1)
- (es) Donde el tiempo ya no duele, 2019
- (es) Diario de un perfecto abandonado, 2020
- (es) Madrid nos mata, 2022
- (es) Los dioses también mueren, 2023

### Poésie
- Orgie casanière, Zinnia éditions, 2015 ((es) Orgía de andar por casa, 2009), trad. Anne-Claire Huby  (ISBN 979-10-92948-15-8)